# Морава
Мора́ва (чеськ. Morava, нім. March, угор. Morva) — річка в Центральній Європі, ліва притока Дунаю. Найважливіша річка Моравії, яка і дала власну назву регіону.
Річка бере початок на горі Краліцький Сніжник у північно-західній Моравії, біля кордону між Чехією і Польщею. Нижня течія річки слугує кордоном між Чехією і Словаччиною, а потім між Австрією і Словаччиною.
На річці розташоване місто Оломоуць в Моравії. Найважливіші притоки — Диє і Миява.

## Галерея

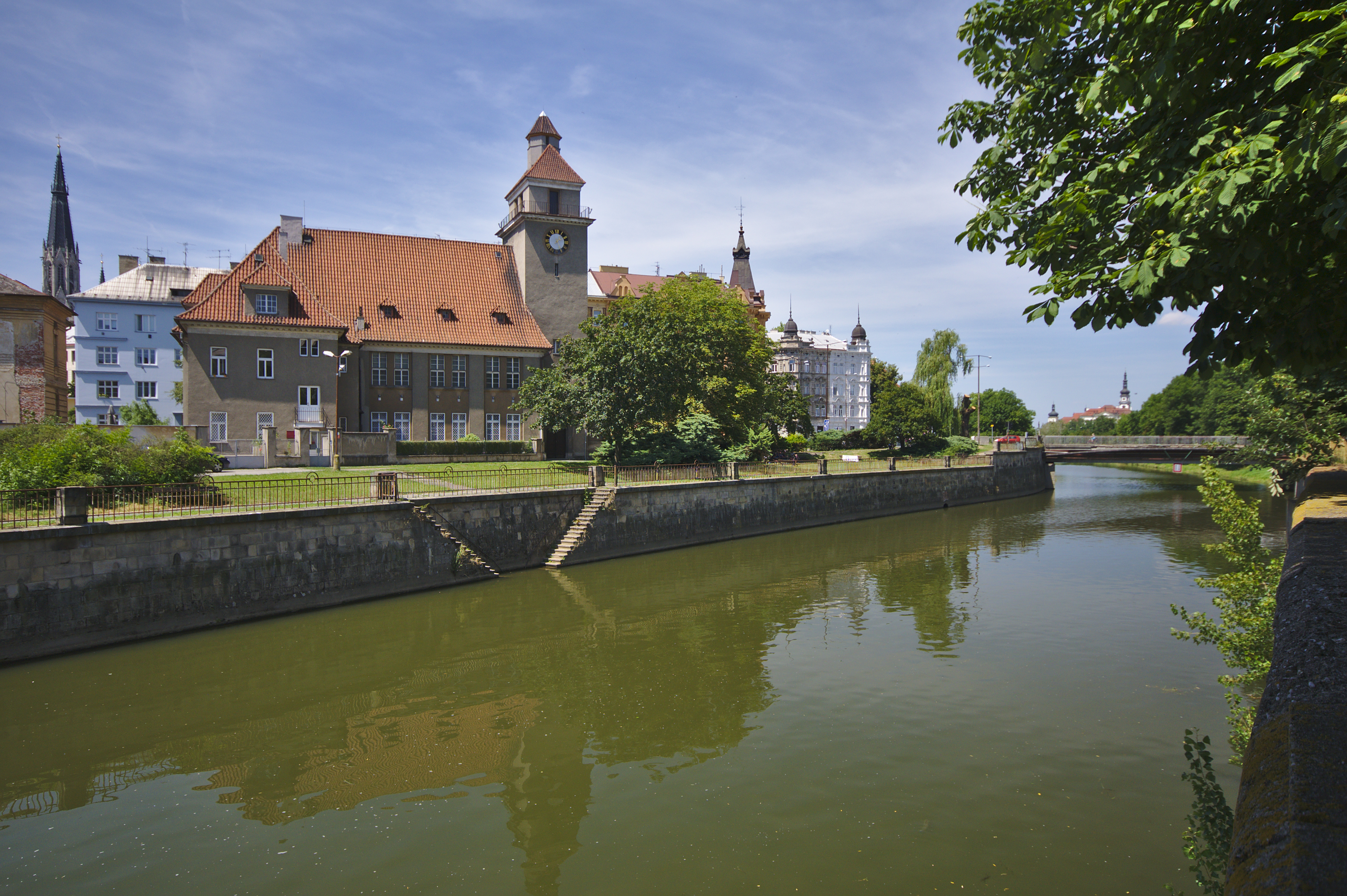
Морава в Оломоуці
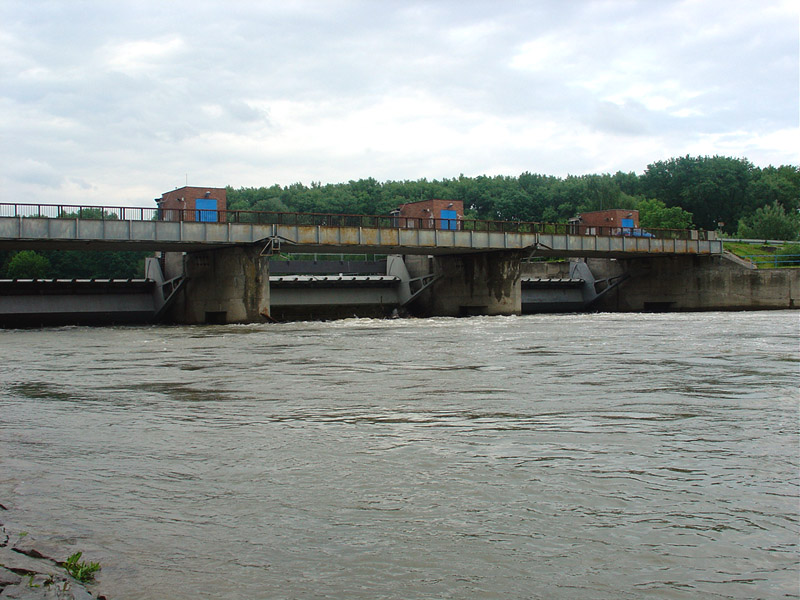
Гребля на Мораві, поблизу Отроковіце